# 纽约先驱论坛报
《纽约先驱论坛报》（英語：New York Herald Tribune）是1924年至1966年间美国纽约市出版的一份报纸，由《纽约论坛报》和《纽约先驱报》合并而成。它曾12次获普利策奖。它本是一份发行量极大的报纸，也是洛克菲勒共和党的阵地，但在1960年代初纽约市新闻界大罢工中受到较大打击，最终在1966年停刊。